# Degeberga
Degeberga è una località (tätort in svedese) del comune di Kristianstad (contea di Scania, Svezia). Si trova a circa 22 km a sud della città di Kristianstad e nel 2010 aveva una popolazione di 1.291 abitanti.
L'area è conosciuta per la più alta cascata della Scania, situata vicino alla Riserva Naturale di Forsakar.

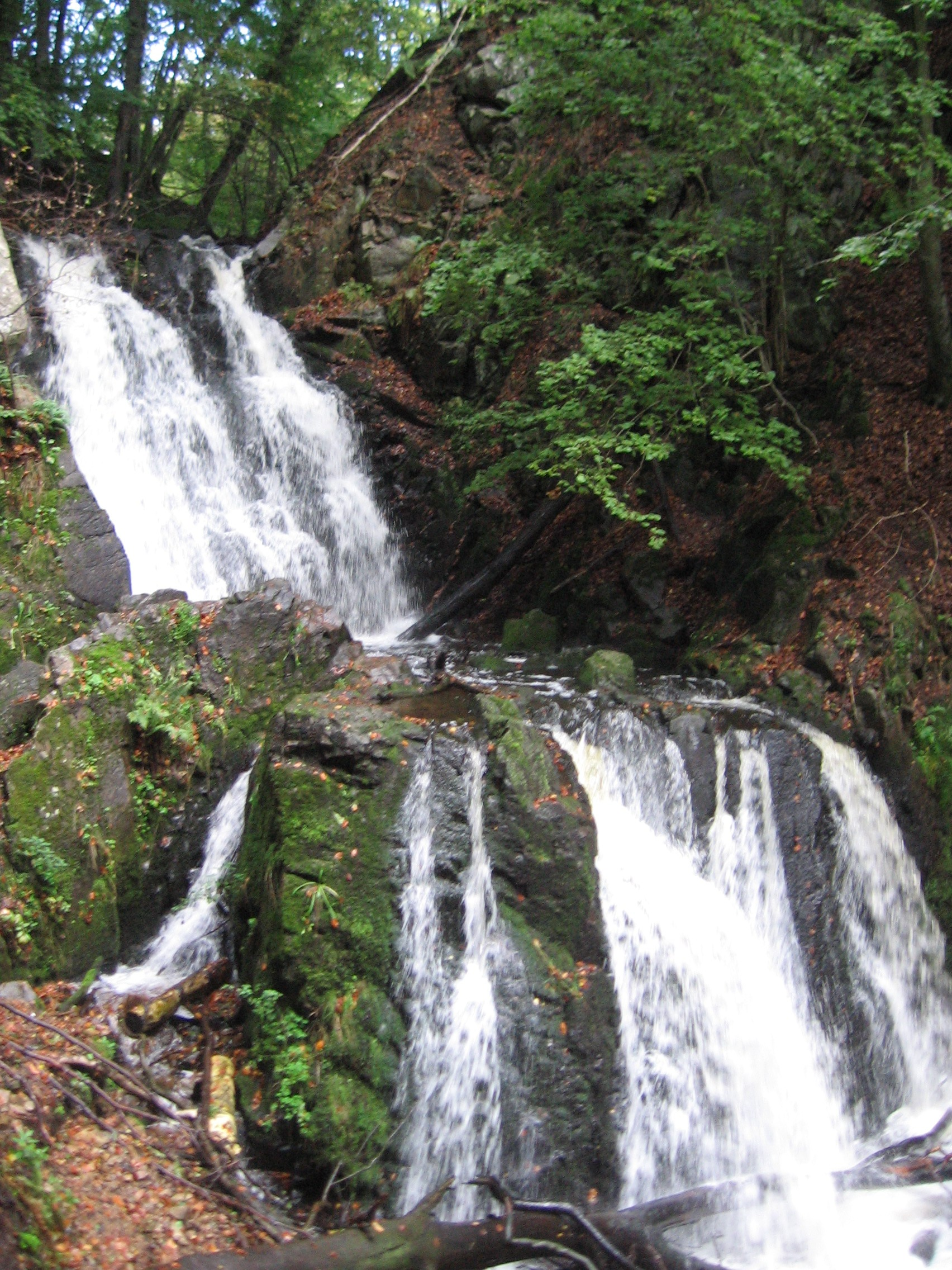
Cascata di Forsakar